# Miasto grobów. Uwertura
Miasto grobów. Uwertura – fantastyczne opowiadanie Wita Szostaka opublikowane w 2007 w drugim tomie antologii Księga strachu wydawnictwa Runa. Opowiadanie zaliczane jest do gatunków historii alternatywnej, urban fantasy i grozy.

## Fabuła
Opowidanie opisuje wydarzenia historii alternatywnej, gdzie po upadku komunizmu w Polsce kraj stał się monarchią. Narrator jest sekretarzem króla polskiego.

## Odbiór
W 2008 opowiadanie zostało nagrodzone Nagrodą Zajdla za rok poprzedni. Szostak wystawił zdobytą za opowiadanie statuetkę nagrody na licytację w 2013.  
W recenzji antologii w portalu Katedra Tymoteusz  Wronka uznał to opowiadanie za najlepsze w zbiorze (antologii Księga strachu). W tym samym portalu Adam Ł Rotter pochwalił opowiadanie za ciekawe pomysły, zwłaszcza "uniwersalny... wątek narodowego pogrzebu", ale skrytykował za nadmierne użycie "efektów specjalnych" i "przechodzone, nijakie zakończenie". Z kolei w recenzji antologii w portalu Paradoks Agnieszka Krzyżewska oceniła opowiadanie jako jedno z najlepszych w zbiorze jako "Kolejne znakomite opowiadanie z ciekawym pomysłem".  
W 2009 roku w fanzinie Esensja opowiadanie uzyskało 18. pozycję na liście "100 najlepszych polskich opowiadań fantastycznych". Recenzent chwalił opowiadanie za oryginalną formę ("zapis fikcyjnych, niepoddanych jeszcze redakcyjnej obróbce plików mp3"), za unikanie "ideologicznych sporów", i opisał je jako "tekst mądry, piękny i wzruszający". Rok wcześniej w tym samym fanzinie w recenzji antologii, Konrad Wągrowski pisał o tym opowiadaniu, że jest to opowiadanie "urzekające", wydające się wstępem do czegoś większego, i że jest ono "jednym z najbardziej sugestywnych tekstów całego zbioru, oryginalnym i zapadającym w pamięć".

## Analiza
W fanzinie Esensja opowiadanie opisano jako "osobistą opowieść o wybitnej i osamotnionej ze względu na własną wyjątkowość jednostce, niepowielającą jednak utartych frazesów o alienacji, z drugiej – pomysłową, podszytą grozą miejską fantastykę. Znalazło się tutaj miejsce dla rozważań o polskości i polskiej (oraz ludzkiej w ogóle) mentalności, a także dla fascynacji autora muzyką i architekturą"
Według niektórych recenzentów wątek narodowego pogrzebu w opowiadaniu był inspirowany pogrzebem Jana Pawła II (z 2005 roku).